# On My Way (Alan Walker, Sabrina Carpenter e Farruko)
On My Way è un singolo del DJ norvegese Alan Walker, della cantante statunitense Sabrina Carpenter e del rapper portoricano Farruko, pubblicato il 21 marzo 2019.
La canzone è stata scritta da Julia Karlsson, Gunnar Greve, Franklin Jovani Martinez, Marcos G. Pérez, Fredrik Borch Olsen, Jesper Borgen, Øyvind Sauvik, Anders Frøen e Anton Rundberg insieme a Walker, Carpenter and Farruko.

## Antefatti
Il 14 marzo 2019, Alan Walker ha annunciato la canzone insieme alla data di rilascio. Dopo l'annuncio, il 19 marzo Walker ha annunciato la presenza della Carpenter e di Farruko nella canzone.

## Descrizione
Il singolo è una canzone Moombahton e future bass che parla dell’uscire da una relazione negativa.

## Esibizioni dal vivo
Carpenter e Walker si sono esibiti con la canzone al Good Morning America.

## Classifiche

### Classifiche settimanali
| Classifica | Posizione massima |
| ---------- | ----------------- |
| Finlandia  | 12                |
| Germania   | 85                |
| Grecia     | 56                |
| Irlanda    | 69                |
| Malaysia   | 1                 |
| Norvegia   | 3                 |
| Polonia    | 39                |
| Singapore  | 10                |
| Svezia     | 30                |

### Classifiche di fine anno
| Classifica (2020) | Posizione |
| ----------------- | --------- |
| Corea del Sud     | 192       |